# Shiny Happy Jihad
 (novembre 2022).
Si vous disposez d'ouvrages ou d'articles de référence ou si vous connaissez des sites web de qualité traitant du thème abordé ici, merci de compléter l'article en donnant les références utiles à sa vérifiabilité et en les liant à la section « Notes et références ».
Shiny Happy Jihad est un album du comédien américain Joe Rogan, sorti le 10 avril 2007, sous le label Comedy Central Records.

## Titres de l'album
1. "Fear Factor"
2. "Pot, Jet Packs, and Peace in the Middle East (And Drunk People Yelling Shit on My CD)"
3. "72 Virgins"
4. "Suicide Bombings, Sad Penis, and Big Party Girl"
5. "Jerk Off First, Safe Zone"
6. "Bisexual Dudes Givin' Advice"
7. "Gay Is Funny, Brokeback Mountain"
8. "Osama Is Right Out of a Comic Book and the Terrorist Cell Phone Network"
9. "Boycotting and People Who Like Animals More Than People, March of the Penguins"
10. "Weird Spots In the Middle"
11. "Big Dick Pills"
12. "Pussy Whipped, Best Friends"
13. "Dumb People Out-Breeding Smart People Explains the Pyramids"
14. "I Was Raised Catholic, In Search of Noah's Ark"
15. "We're on a Rock Flying Through Space"
16. "Wesley Snipes, The UFC, and Jim Brown"
17. "Fear Factor Is Cancelled, Telemundo, and Mike Goldberg"
18. "Eddie Bravo, Show Me Your Pussy, and Text Messaging"
19. "Lady and Her Son, Ex-Boyfriends Are Hungry Wolves"